# فرودگاه بین‌المللی میتیگا
فرودگاه بین‌المللی میتیگا (به انگلیسی: Mitiga International Airport) یک فرودگاه نظامی و غیرنظامی با کد یاتا MJI است که یک باند فرود آسفالت دارد و طول باند آن ۱۸۲۹ متر است. این فرودگاه در شهر طرابلس کشور لیبی قرار دارد و در ارتفاع ۱۱ متری از سطح دریا واقع شده‌است.

## شرکت‌های هواپیمایی و مقصدهای پروازی

### مسافری
| شرکت‌های هواپیمایی | مقصدهای پروازی                          |
| ----------------- | --------------------------------------- |
| افریقیه ایرویز    | خرطوم                                   |
| بوراق ایر         | الابرق                                  |
| هواپیمایی لیبی    | ملکه علیا، برج‌العرب، آتاترک، تونس قرطاج |
| Libyan Wings      | آتاترک، تونس قرطاج                      |

### باری
| شرکت‌های هواپیمایی                  | مقصدهای پروازی            |
| ---------------------------------- | ------------------------- |
| Global Aviation and Services Group | صبیحه گوکچن، اوستند-بروگس |
| بوراق ایر                          | صبیحه گوکچن               |